# Букич, Лука
Лука Букич (хорв. Luka Bukić; род. 20 апреля 1994, Загреб) — хорватский ватерполист, игрок клуба «Ядран Сплит» сборной Хорватии. Двукратный серебряный призёр летних Олимпийских игр 2016 и 2024 годов, чемпион Европы 2022 года, призёр чемпионатов мира.

## Карьера
Лука Букич — сын двукратного олимпийского чемпиона Перицы Букич. Играл за «ХАВК Младост Загреб» с 2010 по 2021 годы, с перерывом на сезон 2018-19 годов, когда отыграл в Италии. В 2019 году стал чемпионом Италии, а в 2021 году — Хорватии. С 2021 года выступает в составе «Ядран Сплит».
В 2013 году в составе сборной стал бронзовым призёром чемпионата мира, в 2015 году в Казани завоевал серебряную медаль чемпионата мира.
Принимал участие в летних Олимпийских играх 2016 года в Бразилии, где вместе с Хорватией дошёл до финала и стал серебряным призёром.
В 2021 году принимал участие в летних Олимпийских играх в Токио, где хорваты заняли итоговое пятое место.
В 2022 году хорваты на чемпионате Европы в Сплите выиграли у Италии 11-10 в полуфинале и обыграли Венгрию 10-9 в финале, став чемпионами Европы, в составе сборной играл Букич.
В январе 2024 года на чемпионате Европы, уступив испанцам со счетом 10:11 в финале, Лука и хорватская сборная завоевали серебряные медали.
На Олимпийских играх 2024 года в Париже хорваты заняли четвертое место в предварительном раунде. В четвертьфинале обыграли испанцев, а в полуфинале — венгров. В финале встретились с Сербией и уступили 11-13. Лука Букич стал серебряным призёром Олимпийских игр.